# 和気広世
和気 広世（わけ の ひろよ）は、奈良時代末期から平安時代初期にかけての貴族・学者。民部卿・和気清麻呂の長男。官位は正五位下・左中弁。

## 経歴
備前国出身。当初文章生として朝廷に仕える。延暦4年（785年）に事件（藤原種継暗殺事件と想定される）に連座して禁錮に処せられるが、特別の恩赦により少判事に任ぜられる。その後従五位下・式部少輔に任ぜられ、大学別当を兼ねた。
大学別当在任時に、墾田20町を大学寮に寄付して勧学料とし、これまで明経道試の結果が上位二階級（上上・上中）のみ叙位の対象としていたものを、上位四階級まで（上下・中上まで）叙位する案を提出した。また、大学寮の学者らを呼び、陰陽書や『新撰薬経』『大素』を講論させた。さらに、大学寮の南にあった和気氏の私邸に内外の経書数千巻を収めて、父・清麻呂の遺志を継いで、和気氏出身の子弟のための学館である『弘文院』として創建した。また、墾田40町を学問料として充当したという。
桓武朝後半は式部少輔と大学頭を務める一方で、延暦18年（796年）阿波守、延暦24年（805年）美作守と地方官を兼ねる。また、延暦18年（796年）には私墾田100町を美作・備前両国の8郡30余郷の困窮者に対する財源とするために賑給田として寄進することを上奏し、許されている。桓武朝末の延暦25年（806年）式部大輔に昇格する。
大同元年（806年）平城天皇の即位後まもなく、正五位下・左中弁に叙任された。

## 官歴
『日本後紀』による。
- 時期不詳：文章生
- 延暦4年（785年） 日付不詳：禁錮（藤原種継暗殺事件連座か）
- 時期不詳：少判事。従五位下
- 延暦14年（795年） 10月30日：見式部少輔
- 延暦18年（799年） 2月：辞官（父服喪）。4月9日：復本官。9月10日：兼阿波守
- 時期不詳：従五位上。兼大学頭
- 延暦24年（805年） 10月4日：兼美作守、式部少輔大学頭如故
- 延暦25年（806年） 2月16日：式部大輔。4月13日：正五位下。5月1日：左中弁、大学頭美作守如故

## 系譜
- 父：和気清麻呂
- 母：和気嗣子[3]
- 妻：不詳
  - 男子：和気真菅[4]
  - 男子：和気宗世[5]